# تاریخ جنوب ایالات متحده آمریکا
تاریخ جنوب ایالات متحده به صدها سال پیش برمی گردد و شامل مردم می‌سی‌سی‌پی است که به دلیل پشته سازی معروف هستند. تاریخ اروپاییان در منطقه از نخستین روزهای اکتشاف و استعمار آمریکای شمالی آغاز شد. اسپانیا، فرانسه و انگلستان سرانجام بخشهایی از آنچه اکنونجنوب آمریکاست را کشف و نسبت به آن ادعا کردند و تأثیرات فرهنگی هر یک از آنها را می‌توان امروز نیز در منطقه مشاهده کرد. در قرن‌های گذشته، تاریخ جنوب ایالات متحده تعداد زیادی از وقایع مهم را به خود دیده است، از جمله انقلاب آمریکا، جنگ داخلی آمریکا، پایان بردگی و جنبش حقوق مدنی آمریکا.

## تمدن‌های بومی آمریکا
در زمان‌های پیش از ورود کریستف کلمب به آمریکا، تنها ساکنان مناطق فعلی جنوب ایالات متحده آمریکا سرخپوستان آمریکا بودند. در زمان تماس اروپا با منطقه، بسیاری از این مناطق محل زندگی چندین گونه مختلف ازتمدن می‌سی‌سی‌پی بود، یک تمدن زراعی که در مناطق غرب میانه، شرقی و جنوب شرقی ایالات متحده شکوفا شد. شیوه زندگی می سی سی پیایی در حدود قرن دهم در دره رودخانه می‌سی‌سی‌پی (که به افتخار آن نامگذاری شده‌است) شروع به توسعه کرد.
ملل برجسته سرخپوست آمریکا که پس از می‌سی‌سی‌پی در جنوب توسعه یافتند شامل مواردی هستند که به عنوان " پنج قبیله متمدن " شناخته می‌شوند: چروکی، چیکاسا، چوکتا، کریک و سمینول.

## استعمار اروپا

### اکتشاف اسپانیایی

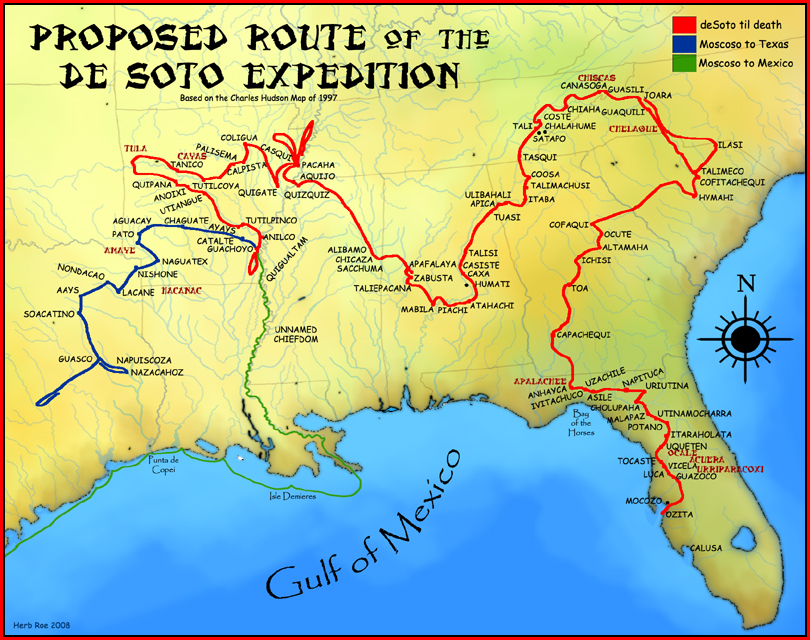
یک مسیر پیشنهادی برای سفر اکتشافی دسوتو، بر اساس نقشه چارلز ام. هادسون در سال ۱۹۹۷.

اسپانیا پس از کشف بر جدید در سال ۱۴۹۲، سفرهای مکرر اکتشافی به آن داشت. شایعات دربارهٔ مزین بودن سرخپوستان با طلا و داستان‌ها دربارهٔ وجود یک چشمه آب زندگانی به علاقه بسیاری از کاشفان اسپانیایی افزود و سرانجام در پی آن استعمار شروع شد. خوان پونسه ده لئون اولین اروپایی بود که هنگام رسیدن به فلوریدا در سال ۱۵۱۳ به جنوب آمد.

### استعمار فرانسه
اولین محل استقرار فرانسوی‌ها در جنوب ایالات متحده آمریکا فورت کرولاین کنونی در سال ۱۵۶۲ در آنچه امروزه جکسونویل فلوریدا است واقع شده‌است بود. این مکان به عنوان پناهگاه اوگنوها و تحت رهبری رنه گولن دو لودونیر و ژان ریبو تأسیس شد. در سال ۱۵۶۵ توسط اسپانیایی‌ها از مستعمره  سنت آگوستین در همان نزدیکی تخریب شد.

## دوران استعمار بریتانیا (۱۶۰۷–۱۷۷۵)

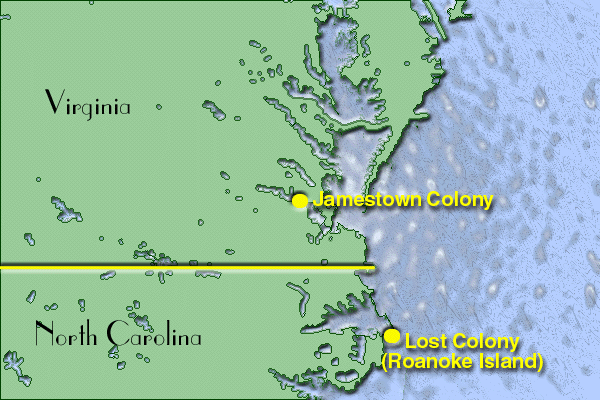
مستعمرات جیمزتاون و جزیره روآنوک

## جنگ داخلی (۱۸۶۱–۱۸۶۵)

ترتیب جدایی ایالات، جنگ داخلی و احیای مجدد اتحاد

## بازسازی (۱۸۶۳–۱۸۷۷)
بازسازی به محض ارتش ایالات متحده کنترل یک ایالت را در دست گرفت آغاز شد؛ از سال ۱۸۶۳ شروع می‌شود و در سال ۱۸۷۷ پایان می‌یابد، زمانهای شروع و پایان آن بسته به ایالت متفاوت بود. برده داری به پایان رسید و مزارع بزرگ مبتنی بر برده داری اکثراً به مزارع مستأجری یا مساقات ۲۰–۴۰ جریب فرنگی (۸٫۱–۱۶٫۲ هکتار) تقسیم شد. بسیاری از کشاورزان سفیدپوست (و برخی از سیاه پوستان) مالک زمین خود بودند. با این حال، مساقات، همراه با کشاورزی مستأجری، از سالهای ۱۸۷۰ تا ۱۹۵۰ در میان سیاه پوستان و سفیدپوستان به یک شکل غالب در بخش پنبه کار جنوب تبدیل شد. تا دهه ۱۹۶۰ هر دو تا حد زیادی ناپدید شده بودند. مساقات راهی بود که کشاورزان بسیار فقیر می‌توانستند از طریق زمینی که متعلق به شخص دیگری است امرار معاش می‌کنند. صاحب زمین، زمین، مسکن، ابزار و بذر و شاید یک قاطر فراهم می‌آورد و یک تاجر محلی غذا و مایحتاج را به صورت اعتباری فراهم می‌آورد. در زمان برداشت، مساقات گر سهمی از محصول (از یک سوم تا نصف، باقیمانده مالک زمین) را دریافت می‌کرد. کشت کننده از سهم خود برای پرداخت بدهی خود به تاجر استفاده می‌کرد. سیاهان پس از تقسیم مزارع بزرگ آغازگر این سیستم بودند. در دهه ۱۸۸۰ کشاورزان سفیدپوست نیز به مساقات گر تبدیل شدند. این سیستم متمایز از کشاورز مستأجری بود که زمین را اجاره می‌کرد، ابزار و قاطر خود را تهیه می‌کرد و نیمی از محصول را دریافت می‌کرد. مالکان زمین نظارت بیشتر را بر مساقاتگر اعمال می‌کردند و بر کشاورزان مستأجری نظارت نداشتند یا نظارت کمی داشتند.

### واکنش به بازسازی

در سال ۱۸۶۶ در مرحله ۲، ایالات در پنج منطقه نظامی قرار گرفتند.

بازسازی برای بسیاری از جنوبی‌های سفیدپوست که خود را فاقد بسیاری از حقوق اساسی شهروندی (مانند توانایی رأی دادن) می‌دیدند، زمان سختی بود. بازسازی همچنین زمانی بود که بسیاری از سیاهپوستان شروع به تضمین همین حقوق برای خود کردند. با تصویب سیزدهمین متمم قانون اساسی (که برده داری را غیرقانونی اعلام کرد)، متمم چهاردهم (که به شهروندان سیاهپوست تابعیت کامل ایالات متحده اعطا کرد) و متمم پانزدهم (که حق رأی را به مردان سیاه پوست گسترش داد)، سیاهپوستان رفته رفته از حقوق بیشتری نسبت به گذشته برخوردار شدند.
واکنش به شکست و تغییرات در جامعه بلافاصله آغاز شد و گروه‌های کیفرستانی مانند کوکلوس کلان در سال ۱۸۶۶ به عنوان اولین گروه شورشیان به وجود آمدند. آنها هم بردگان آزادشده و هم متحدان سفیدپوست آنها را مورد حمله قرار داده و کشتند. تا دهه ۱۸۷۰، گروه‌های شبه نظامی سازمان یافته تری مانند لیگ سفید و پیراهن قرمزها در بیرون راندن جمهوری خواهان از مناصبشان و ممنوعیت یا ترساندن سیاه پوستان برای رای دادن مشارکت داشتند.

## جنوب روستایی

جنوب ایالات متحده طبق تعریف دفتر سرشماری

سهم کشاورزی از نیروی کار بر اساس مناطق، ۱۸۹۰:
| شمال شرقی          | ۱۵٪  |
| اقیانوس اطلس میانه | ۱۷٪  |
| غرب میانه          | ۴۳٪  |
| اقیانوس اطلس جنوبی | ۶۳٪  |
| جنوب مرکزی         | ۶۷٪  |
| غرب                | ۲۹٪  |
|                    |      |
|                    | منبع |

## روسای جمهور جنوبی
جنوب مدتهاست که به ویژه در زمینه انتخابات ریاست جمهوری مرکز قدرت سیاسی در آمریکا بوده‌است. در طول تاریخ ایالات متحده، بسیاری از ۴۴ شخصی که به عنوان رئیس‌جمهور ایالات متحده خدمت کرده‌اند، از جنوب بوده‌اند. ویرجینیا به طور خاص زادگاه هفت نفر از دوازده رئیس‌جمهور اول کشور بود (از جمله چهار نفر از پنج رئیس اول).
روسای جمهور متولد جنوب و شناسایی شده با منطقه عبارتند از:
- جورج واشینگتن از ویرجینیا (اصطلاح ۱۷۸۹–۱۷۹۷)
- توماس جفرسون از ویرجینیا (اصطلاح ۱۸۰۱–۱۸۰۹)
- جیمز مدیسون از ویرجینیا (اصطلاح ۱۸۰۹–۱۸۱۷)
- جیمز مونرو از ویرجینیا (اصطلاح ۱۸۱۷–۱۸۲۵)
- اندرو جکسون، متولد کارولینای شمالی یا کارولینای جنوبی، با تنسی شناخته شده‌است (اصطلاح ۱۸۲۹–۱۸۳۷)
- جان تایلر از ویرجینیا (اصطلاح ۱۸۴۱–۱۸۴۵)
- جیمز ناکس پولک، متولد کارولینای شمالی، شناخته شده با تنسی (اصطلاح ۱۸۴۵–۱۸۴۹)
  - پولک در کارولینای شمالی به دنیا آمد، اما زندگی سیاسی و بزرگسالی خود را در تنسی گذراند.
- زکری تیلور از ویرجینیا (اصطلاح ۱۸۴۹–۱۸۵۰)
- اندرو جانسون، متولد کارولینای شمالی، با تنسی شناخته شد (اصطلاح ۱۸۶۵–۱۸۶۹)
  - جانسون در کارولینای شمالی متولد شد، اما زندگی بزرگسالی و سیاسی خود را در تنسی گذراند.
- لیندون بینس جانسون از تگزاس (اصطلاح ۱۹۶۳–۱۹۶۹)
- جیمی کارتر از جورجیا (اصطلاح ۱۹۷۷–۱۹۸۱)
- بیل کلینتون از آرکانزاس (اصطلاح ۱۹۹۳–۲۰۰۱)

یک رئیس‌جمهور در جنوب متولد شده‌است، و هم با جنوب و هم در جاهای دیگر شناخته می‌شود:
- وودرو ویلسون در جنوب متولد و بزرگ شده‌است. فعالیت علمی و سیاسی وی در شمال بود اما پیوندهای محکم خود را با جنوب حفظ کرد.

روسای جمهور متولد جنوب نیستند، اما به‌طور کلی با منطقه خود را می‌شناسانند:
- جورج دبلیو دبلیو بوش (اصطلاح ۱۹۸۹–۱۹۹۳) در ماساچوست متولد شد، اما زندگی بزرگسالی خود را در تگزاس گذراند.
- جورج دبلیو بوش، متولد کانتیکت، از اوایل کودکی در تگزاس زندگی می‌کرد.

روسای جمهور متولد ایالات جنوبی، که اما اساساً با آن منطقه شناخته نمی‌شوند، عبارتند از:
- ویلیام هنری هریسون، متولد ویرجینیا، با میدوست شناخته شد
- آبراهام لینکلن، متولد کنتاکی، در ۷ سالگی ترک کرد. با ایلینوی شناسایی شده‌است
- دویت دی آیزنهاور، متولد تگزاس، در ۲ سالگی ترک کرد و با کانزاس شناخته شد

این لیست اعضای حزب ویگ، حزب جمهوری‌خواه و حزب دموکرات را در بر می‌گیرد. بعلاوه، واشینگتن گرچه رسماً حزبی نبود، اما عموماً با حزب فدرالیست در ارتباط بود.
همچنین تعدادی از بازندگان  انتخابات ریاست جمهوری از جنوب برآمده اند:
- چارلز پینکنی از کارولینای جنوبی - انتخابات ۱۸۰۴، انتخابات ۱۸۰۸
- هنری کلی از کنتاکی (متولد ویرجینیا) - انتخابات ۱۸۲۴، انتخابات ۱۸۳۲ ، انتخابات ۱۸۴۴
- ویلیام کرافورد از جورجیا (متولد ویرجینیا) - انتخابات ۱۸۲۴
- هیو وایت از تنسی (متولد کارولینای شمالی) - انتخابات ۱۸۳۶
- جان برکینریج از کنتاکی - انتخابات ۱۸۶۰
- جان بل از تنسی - انتخابات ۱۸۶۰
- جان د. دیویس از ویرجینیا غربی - انتخابات ۱۹۲۴
- جی استروم تورموند از کارولینای جنوبی - انتخابات ۱۹۴۸
- جورج والاس از آلاباما - انتخابات ۱۹۶۸؛ آخرین نامزد حزب سوم که موفق شد در یک ایالت اکثریت آرا را کسب کند
- ال گور تنسی (متولد واشینگتن دی سی) - انتخابات ۲۰۰۰